# Cañón de Nacapule
El Cañón de Nacapule se ubica en el límite sur del desierto de Sonora, en el municipio de Guaymas, México. Abarca, aproximadamente, 1.6 kilómetros de longitud y tiene una profundidad de 300 metros. Se encuentra dentro del área que fue propuesta como Reserva Especial de la Biósfera Cajón del Diablo por el entonces Centro Ecológico de Sonora bajo el proyecto SANPES.

## Ecosistema
El Cañón de Nacapule forma parte de la Sierra El aguaje,  un ecosistema semi-tropical que es un Oasis en medio del desierto sonorense.
Entre la fauna de esta área se encuentran diversas especies de mamíferos, aves y reptiles. Dentro de estos últimos, existen una gran cantidad bajo amenaza o sujetos a protección.
También se reconocen dos especies de mamíferos que, a pesar de ser endémicas, se protegen: el murciélgo hocicudo y la ardilla chichimoco.
En cuanto a la flora del área, se cuentan 285 especies, que incluyen algunas rarezas como la palma del taco y la palmera del abanico. Asimismo, encontramos la planta psilotum nudum, típica de áreas templadas y húmedas que, sin embargo, crece en esta región desértica.